# Vlaamse Hanze van Londen
De Vlaamse Hanze van Londen, ook wel Londense Hanze genoemd, was een hanze van kooplieden uit Vlaamse steden die handelden met Londen. De organisatie, vooral actief in de 13e eeuw, was het eerste verbond van stedelijke hanzen. 

## Context
Hanzen waren organisaties van particuliere handelaren uit eenzelfde stad. Ze waren gericht op handel op buitenlandse gebieden. In de 12e eeuw richtten de Gentenaren een hanze op voor de handel op het Rijnland en in Sint-Omaars werd een hanze opgericht die handel op Engeland en Frankrijk nastreefde.

## Geschiedenis
De Vlaamse Hanze van Londen werd in het begin van de 13e eeuw opgericht (tussen 1212 en 1241). Ze was interstedelijk van karakter en gericht op de handel met Engeland en Schotland. Het voornaamste doel was juridische bescherming, want vreemdelingen waren collectief aansprakelijk voor de schulden van hun landgenoten. De organisatie stond onder leiding van Brugge en Ieper. De eerste stad mocht de hanzegraaf aanduiden en de tweede zijn schilddrake. Toen tegen het einde van de 13e eeuw de handel in Vlaanderen in het algemeen terugliep, raakte de Vlaamse hanze in verval. Toch bleef het Brugse kantoor van de hanze populair vanwege zijn politieke invloed. Ledenlijsten uit de jaren 1281-1299 tellen 199 toetreders, waarvan zo'n tiende vrouwen. De instelling verdween begin 14e eeuw toen door revoluties ook de politieke macht taande.

## Leden
De vijftien Vlaamse handelssteden die volgens de eerste Latijnse (Ieperse) niet-gedagtekende concept-statuten bij de Vlaamse Hanze van Londen waren aangesloten waren: Brugge, Ieper, Diksmuide, Aardenburg, Rijsel, Oudenburg, Oostburg, Damme, Torhout, Veurne, Doornik, Orchies, Belle, Poperinge en Sint-Winoksbergen. Volgens de latere, Franstalige (Brugse) statuten hadden onder Franse druk Orchies, Belle, Poperinge en Sint-Winoksbergen de federatie verlaten ten voordele van IJzendijke en Sint Anna ter Muiden. Elk van deze steden had, naargelang hun omvang en economische betekenis, recht op een aantal door de kooplieden aangestelde vertegenwoordigers of vinders (inventores, arbitres) die, naast het opsporen van beunhazen op het platteland, de opdracht hadden hun belangen op de hanzevergadering in Londen te behartigen.